# Caspar Heinrich von Benekendorff

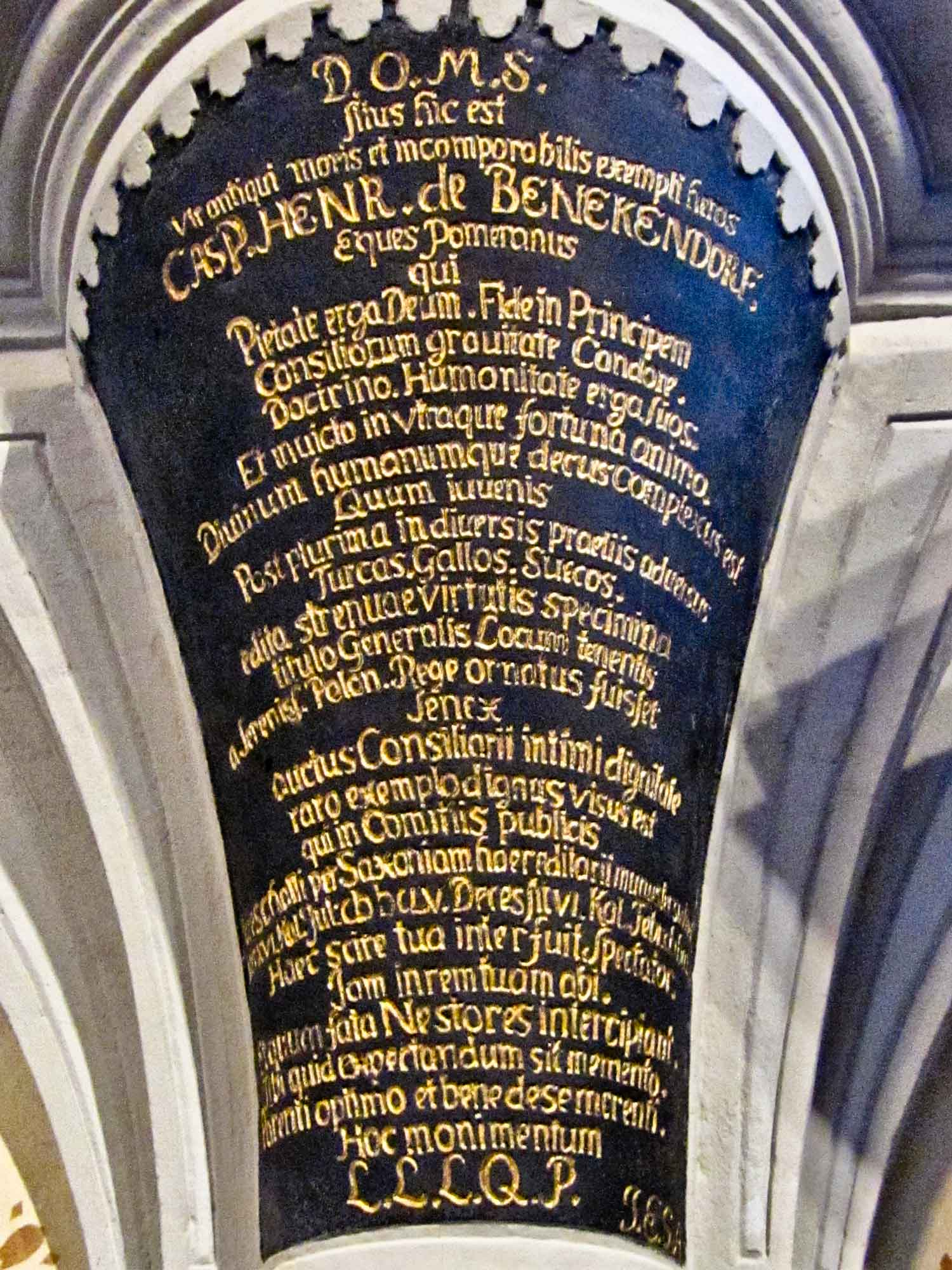
Denkmal in der Kirche von Calbitz

Caspar Heinrich von Benekendorff, auch von Benckendorff (* 17. Mai/28. Mai 1654 in Pammin; † 26. Januar 1729 in Calbitz), war ein deutscher Jurist und sächsischer Generalleutnant.

## Herkunft
Seine Eltern waren Hans Kasper von Benckendorff und dessen Ehefrau Erdmuth Lukretia von Beneckendorf aus dem Haus Dickow. Der preußische Generalmajor Christoph Friedrich von Beneckendorff (1656–1721) war sein Bruder.

## Leben und Werk
Seine Studien der Staats- und Rechtswissenschaften an der Universität Frankfurt/Oder schloss er 1677 durch eine Dissertation ab, die 1690 nachgedruckt wurde. Später trat er dann in den Dienst des König-Kurfürsten August des Starken. Zudem war er Besitzer der Güter Alt- und Neuköditz, Skassa, Naundorf (Sachsen), Löbichau und Grödel. Er diente bei der sächsischen Infanterie und wurde im Jahr 1697 zum Generalmajor ernannt. Er kommandierte ein Infanterie-Regiment, mit dem er in Polen kämpfte. Am 2. März 1702 wurde er dann zum Generalleutnant befördert.
Auf dem Landtag von 1722 wurde er zum königlich-polnischer und kurfürstlich-sächsischen Erbmarschall und Amtsverweser von Kursachsen ernannt. Anschließend wurde er 1726 auch Geheimer Rat und Ober-Steuereinnehmer. Am Landtag von 1722 nahm er als Vertreter der Ritterschaft im Engeren Ausschuß teil.
Er heiratete Eva von Schleinitz († 22. März 1730) aus dem Haus Gödel. Das Paar hatte zwei Söhne und sechs Töchter, davon starben ein Sohn und zwei Töchter jung. Es sind bekannt:
- Carl Christoph
- Erdmuth Judith ⚭ 1719 Freiherr Hannibal August von Schmertzing[2]
- Christina Henriette (* 22. Januar 1685) ⚭ 1724 Ludwig August von Röder aus dem Haus Pöhl (* 16. Oktober 1694; † 24. November 1754)[3]

Sein einziger Sohn Carl Christoph (* vor 1715 in Sachsen) hatte keine Nachkommen, so dass die Adelslinie von Benekendorff Mitte des 18. Jahrhunderts ausstarb. In der protestantischen Kirche in Calbitz sind die prächtigen Denkmäler der von Benekendorff erhalten geblieben.